# تقنيو المعدات الطبية الحيوية
المهندس الطبي الحيوي/ تقنّي المعدات/خبير التقنية أو المهندس الطبي/أخصائي المعدّات هو عبارة عن تقني كهرباء وميكانيك أو خبير تقني، مهمته الأساسية هي ضمان صيانة المعدّات الطبية، وعملها بشكل صحيح، وتشغيلها بأمان. في أوساط عمل الرعاية الصحية، يعمل تقنيو المعدّات الطبية الحيوية، أو يعرّفون تحت مسمّى المهندس السريري و/أو الطبي الحيوي، نظرًا لعدم وجود تمييز قانوي واضح ضمن مجال عملهم بين المهندسين، وخبراء التقنية أو التقنيين.
يُوظَّف تقنيو المعدّات الطبية الحيوية في المشافي، والعيادات، شركات القطاع الخاص، والجيش. تتمثّل مهمّتهم بثبيت، وفحص، وصيانة، وإصلاح، ومعايرة، وتعديل، وتصميم المعدّات الطبية، ودعم الأنظمة وفق المعايير الطبية المنصوح بها، يؤدّي تقنيو المعدّات الطبية الحيوية مهام أخرى أيضًا، مثل تعليم، وتدريب، وتقديم المشورة للموظّفين والوكالات حول كيفية التشغيل، والمبادئ العملية، والتطبيق السريري الآمن للمعدات الطبية التي تحافظ على رعاية المرضى، وسلامة التعامل مع معدّات الطاقم الطبي. يؤدي كبار أخصائيي التقانة الطبية الحيوية، وذوو الخبرة منهم الجزء الرسمي من العمل، المختلف عن الإصلاحات والصيانة، مثل تخطيط أصول الكابيتول، وإدارة المشاريع، وإعداد الميزانية، وإدارة شؤون الموظّفين، وتصميم الواجهات، ودمج الأنظمة الطبية، وتدريب المستخدمين النهائيين للأجهزة على استخدامها بالشكل الصحيح، وتقييم الأجهزة الجديدة.
حصل تقنيو المعدّات الطبية الحيوية على قبول كبير في القطّاعات الخاصة في عام 1970، بعد المقالة التي كتبها المدافع عن حقوق المستهلك رالف نادر، إذ كتب نادر: يتعرّض ما لا يقل عن 1200 شخص للصعق الكهربائي سنويًا، ويخسر العديد حياتهم أو يصابون إثر حوادث في المشافي لا داعي لها، ويمكن تفاديها.
مجال عمل تقنيي المعدّات الطبية الحيوية واسع، ويغطّي طيف واسع من المجالات الوظيفية، والأجهزة الطبية. ولكنّ تقنيو المعدّات الطبية الحيوية يختصّون في مجال محدّد، ويصوّبون تركيزهم على نوع معيّن من الأجهزة الطبية، ونوع الإدارة التقنية (على سبيل المثال: أخصائي إصلاح معدّات التصوير الطبي، وأخصائي المعدّات المخبرية، والمدير التقني للرعاية الصحية)، ويعمل هؤلاء فقط ضمن مجال التصوير الطبي، أو معدّات المختبرات الطبية. يأتي تقنيو المعدّات الطبية الحيوية من خلفية عسكرية، أو من الشركة الأصلية الصانعة للمعدّات. لا يتمتّع أخصائي إصلاح المعدّات المخبرية بتدريب عام في جميع المجالات الوظيفية، ولكن في بعض الحالات الخاصة قد يمتلك بعض التقنيون معرفة بالمجالات الوظيفية المختلفة.
من أمثلة المجالات الوظيفية المختلفة لتقنيي المعدات الطبية:
- التصوير الطبي التشخيصي:
  - التصوير الشعاعي والأشعة السينية
  - التصوير بالأمواج فوق الصوتية التشخيصي
  - تصوير الثدي الشعاعي
  - التصوير النووي
  - التصوير الطبي
  - التصوير المقطعي بالإصدار البوزيتروني
  - التصوير المقطعي المحوسب، والخطّي
  - حفظ الصور في الأرشيف، وأنظمة التواصلن
  - التصوير بالرنين المغناطيسي
- المراقبة الوظيفية
- المجهر الإلكتروني
- التعقيم
- أجهزة الليزر
- طب الأسنان
- التطبيب عن بعد
- الجهاز القلبي الرئوي
- روبوت دافنشي الجراحي
- تصحيح البصر
- الأدوات الجراحية
- مضخّات التسريب
- التخدير
- المخبر
- التحال الكلوي
- أجهزة التنفّس الصنعية
- معدّات العلاج بالغاز
- تكامل أنظمة الشبكات الحاسوبية
- تقنية المعلومات
- مراقبة المرضى

- تشخيص الاضطرابات القلبية

يعمل تقنيو المعدّات الطبّية الحيوية مع طاقم التمريض، والموظّفين الذين يتعاملون مع المعدّات الطبية، للحصول على قطع الغيار، والإمدادات، والمعدّات اللازمة، ويعملون أيضًا مع إدارة الشركة أو المنشأة لتنسيق تركيب المعدات التي تتطلّب تغييرات معينة أو متطلبات تخصّ البنية التحتية للمنشأة.